# Bradina desumptalis
Bradina desumptalis is een vlinder uit de familie van de grasmotten (Crambidae), uit de onderfamilie van de Spilomelinae. De wetenschappelijke naam van deze soort is voor het eerst voorgesteld als Hydrocampa desumptalis door Francis Walker in een publicatie uit 1866.
De soort komt voor in Brazilië (Amazonas).